# Office central de lutte contre les crimes contre l'humanité, les génocides et les crimes de guerre
L'Office central de lutte contre les crimes contre l'humanité et les crimes de haine (précédemment Office central de lutte contre les crimes contre l'humanité, les génocides et les crimes de guerre, forme usuelle OCLCH) est un service interministériel rattaché à la Gendarmerie nationale française.
L'Office a pour vocation de coordonner, animer et diriger les investigations judiciaires en matière de lutte contre les crimes contre l’humanité et les génocides au sens des articles 211-1 et 212-1 du code pénal, les crimes et délits de guerre définis aux articles 461-1 à 462-11 du code pénal, les crimes de torture résultant de la définition contenue dans la convention de New York contre la torture et autres peines ou traitements cruels, inhumains ou dégradants pour lesquels les juridictions françaises sont compétentes en application de l’article 689-2 du code de procédure pénale ainsi que les crimes, autres que le génocide, commis à l’encontre de l’un des groupes visés à l’article 211-1 du code pénal. 
La recherche des auteurs, coauteurs et complices présumés des infractions précitées et susceptibles de se trouver sur le territoire français entre également dans son champ de compétence.
La devise de l'OCLCH est « Hora fugit, stat jus », en français « Le temps passe, le droit demeure ».

## Création et missions
L'Office central de lutte contre les crimes contre l'humanité, les génocides et les crimes de guerre est créé le 5 novembre 2013. Du fait des infractions dont il est saisi, il a la particularité d'exercer son activité dans le cadre juridique de la compétence universelle. Il projette régulièrement ses enquêteurs dans le cadre de commissions rogatoires internationales à l'étranger, sur les lieux de commission des faits dont il est saisi, où, en coopération avec les autorités locales, il rassemble les éléments utiles à la manifestation de la vérité.
Ce sont ainsi les éléments collectés par l'OCLCH, dans le cadre d'une information judiciaire diligentée par le pôle judiciaire spécialisé compétent pour les crimes contre l'humanité et les crimes de guerre, au sein du tribunal de grande instance de Paris, qui ont servi de support au premier jugement de Pascal Simbikangwa par la cour d'assises de Paris, en février-mars 2014.

## Organisation et spécificités
À l'instar de l'Office central de lutte contre les atteintes à l'environnement et à la santé publique (OCLAESP), l'Office central de lutte contre le travail illégal (OCLTI) et l'Office central de lutte contre la délinquance itinérante (OCLDI), l'OCLCH est rattaché à la sous-direction de la Police judiciaire de la direction générale de la Gendarmerie nationale.
Dirigé par un général de brigade (classification OTAN : OF6) de gendarmerie depuis août 2020, le Général Jean-Philippe Reiland, l'Office comprend une trentaine de personnels, issus de la gendarmerie, de la police nationale et du ministère de la Défense. Il est complété par des réservistes opérationnels.
L'OCLCH entretient, dans son domaine de compétence propre, des relations internationales spécifiques et notamment avec les unités judiciaires étrangères spécialisées dans ce même contentieux. Il constitue le point d'entrée unique en France pour ses homologues étrangers. Il est en retour destinataire des demandes d'entraide pénale adressées à la France par les États étrangers ou les institutions internationales (Cour pénale internationale (CPI), Tribunal pénal international pour le Rwanda (TPIR), EULEX Kosovo, etc.).
En août 2020 est créée en son sein une division destinée à la lutte contre les crimes de haine, en particulier les actes racistes, antisémites, antireligieux ou LGBT-phobes. Cette création a été motivée par le fait que, bien que le décret de création de l'OCLCH comporte déjà, dans ses missions, la lutte contre les crimes de haine, il y a eu assez peu d’engagements de l’office sur ces sujets, parce qu'il donnait la priorité à la lutte contre les crimes contre l’humanité, les génocides et les crimes de guerre. Or, la multiplication des crimes de haine au fil des années, mal pris en compte, a conduit à cette décision de spécialiser un groupe de gendarmes sur cette mission particulière en mettant un accent  important sur la surveillance des réseaux sociaux. Ce sont une dizaine de gendarmes qui enquêtent à plein temps dans cette division. Elle peut être saisie de différentes façons : soit par un signalement sur la plateforme Pharos, soit par le parquet auprès duquel une plainte a été déposée. Son travail se fait en collaboration avec le pôle national de lutte contre la haine en ligne,,.
Le 21 décembre 2021, par décret no 2021-1738, le Premier ministre a modifié le décret no 2013-987 du 5 novembre 2013 portant création de l’OCLCH. Ce texte clarifie le périmètre des missions de cet office central en matière de crimes de haine, en fixant précisément les infractions pour lesquelles il est compétent dans ce domaine. Il ajoute également les crimes de disparition forcée à la liste des crimes internationaux les plus graves pour lesquels l’OCLCH est compétent.
Le nouveau décret modifie également le nom de cet office central en « Office central de lutte contre les crimes contre l’humanité et les crimes de haine » pour mieux rendre compte de son orientation et de son activité.